# CITER 155 mm top L33
CITER 155 mm top L33 je poljski top koji se nalazi u službi argentinske i hrvatske vojske. Njegov puni naziv je 155 mm L33 argentinski model topa (špa. Cañón 155 mm. L 33 Modelo Argentino).

## Razvoj
Krajem 1970-ih godina u Argentini je znanstveni institut za razvoj vojnih tehnologija CITEFA započeo s razvojem projekta pod nazivom obus 155 mm L33 X1415 CITEFA Modelo 77 kojim bi se razvio top domaće proizvodnje koji bi u argentinskoj vojsci zamijenio postojeći američki top M114 koji datira iz 2. svjetskog rata.
Top L33 baziran je na francuskom samohodnom topništvu Mk F3 kalibra 155 mm koji je također u službi argentinske vojske. Učinkovit domet topa L33 je 20 km, dok je maksimalni domet 24 km uz uporabu specijalnog streljiva.
Vojni znanstveni institut CITEFA dizajnirao je i poboljšanu inačicu poljskog topa pod nazivom Modelo 81.

## Povijest korištenja
CITER 155 mm top L33 korišten je tijekom Falklandskog rata između Argentine i Velike Britanije. Četiri ova topa zarobile su britanske snage tijekom posljednjih tjedana rata. Naime, argentinsko ratno zrakoplovstvo je pomoću teretnog zrakoplova C-130 Hercules neuspješno nastojalo dostaviti te topove svojim jedinicama. Cilj je bio da se s njima zaustavi britanska topnička paljba s brodova.

## Korisnici
- Argentina: Argentinska vojska koristi 109 topova.
- Hrvatska: Hrvatska vojska koristi 18 topova.

## Vanjske poveznice
- Službena web stranica argentinske vojske - informacije vezane uz topništvo
- Službena web stranica argentinske vojne akademije - informacije vezane uz topništvo  Arhivirana inačica izvorne stranice od 4. prosinca 2007. (Wayback Machine)